# فرنسيسكو سانشيز روجاس
فرنسيسكو سانشيز روجاس (بالإسبانية: Francisco Sánchez Rojas)‏ هو لاعب كرة قدم تشيلي، ولد في القرن 19 في تشيلي، وتوفي بنفس المكان في 1951. شارك مع منتخب تشيلي لكرة القدم.